# Курсел сир Блез
Курсел сир Блез (фр. Courcelles-sur-Blaise) насеље је и општина у североисточној Француској у региону Шампањ-Арден, у департману Горња Марна која припада префектури Сен Дизје.
По подацима из 2011. године у општини је живело 120 становника, а густина насељености је износила 21,16 становника/km². Општина се простире на површини од 5,67 km². Налази се на средњој надморској висини од 194 метара.

## Демографија
| 1962. | 1968. | 1975. | 1982. | 1990. | 1999. | 2011. |
| ----- | ----- | ----- | ----- | ----- | ----- | ----- |
| 144   | 154   | 136   | 127   | 117   | 119   | 120   |

График промене броја становника у току последњих година